# Чабарівка (зупинний пункт)
Чабарі́вка — пасажирський залізничний зупинний пункт Тернопільської дирекції залізничних перевезень Львівської залізниці.
Розташований у селі Чабарівка Гусятинського району Тернопільської області на лінії Копичинці — Гусятин між станціями Гусятин (4 км) та Копичинці (17 км).
Зупиняються приміські поїзди. Рух поїздів відновлено з першого вересня 2017 року.